# Villa Huber
Villa Huber (in turco Huber Köşkü) è un edificio situato sul lato europeo del Bosforo, a sud della baia di Tarabya e sulla strada Yeniköy-Tarabya, nella provincia di Istanbul, in Turchia. Alle sue spalle si trova un boschetto di circa 64 000 m², il quale copre l'intero pendio che scende verso il Bosforo. Villa Huber è in realtà una dimora composta, oltre che dall'edificio principale, da una grande scuderia e da una rimessa per le carrozze, dagli alloggi della servitù, da due piccoli chalet e da una serra. Dal 1985 è stata adibita a residenza presidenziale della Repubblica di Turchia. 

## Storia
La Villa fu acquistata nel 1890 da August Huber e dalla sua famiglia: August era uno dei fratelli Huber, impegnati nell'intermediazione e nel commercio di armi e rappresentanti a Istanbul delle fabbriche miste di polvere da sparo Mauser Fişek e Colonia e in seguito della società Krupp. Il motivo che lo spinse ad acquistarla fu la sua vicinanza all'edificio dell'ambasciata tedesca.  L'edificio fu ampliato nel 1906 dall'architetto italiano Raimondo D'Aronco. Egli ridisegnò anche il giardino della villa che fu anche utilizzata come residenza estiva dal sultano ottomano Abdul Hamid II.  Il palazzo fu costruito su un terreno acquistato dai precedenti proprietari, le famiglie di origine armena Tıngıroğlu e Düzoğlu. Gli Huber lasciarono Istanbul dopo la sconfitta nella Prima Guerra Mondiale e probabilmente prima dell'occupazione di Costantinopoli. Alla morte di Huber, l'ex ministro delle Finanze Necmeddin Molla si recò ad Augusta, dove viveva la famiglia, e acquistò la villa. L'edificio fu poi venduto nel 1922 alla principessa egiziana Kadria Ḥusayn, figlia di Ḥusayn Kāmil, che governò l'Egitto fra il 1914 e il 1917. Al suo ritorno al Cairo nel 1930, la principessa lo lasciò al Liceo francese Notre Dame de Sion per un compenso simbolico. Nel 1973, l'edificio fu rilevato da un'impresa di costruzioni privata. Tuttavia, la vendita avvenne senza l'approvazione del Consiglio Supremo dei Monumenti, il che portò al suo esproprio nel 1985. In seguito il complesso è stato restaurato e arredato e ha iniziato a essere utilizzato come residenza presidenziale.

## Architettura
Sebbene l'architetto e l'anno di costruzione non siano noti con precisione, è tuttavia probabile che il köşk sia stato costruito dall'architetto italiano Raimondo D'Aronco e ampliato dallo stesso in tempi diversi.
La proprietà si estende su una superficie di 340 000 metri quadrati, che comprende un'area boschiva di 64 000 metri quadrati. L'edificio si trova in un'area boschiva a sud della baia di Tarabya. Dopo aver acquistato il terreno del boschetto a Tarabya, August Huber lo piantumò personalmente. Attualmente, esso è uno dei rari boschetti del Bosforo sopravvissuti fino ad oggi. Esso è adiacente al cottage dell'ambasciata tedesca. I due boschetti formano un'unità. Il complesso è costituito da un edificio principale circondato da strutture più piccole, tra cui un fienile, una serra e due piccole cascate. L'edificio principale ha un ampio corridoio ed è composto da quattro blocchi. Tre blocchi sono stati progettati da Raimondo D'Aronco come edifici a tre piani e sono stati collegati al blocco più antico attraverso un ponte.
La villa Huber è uno degli edifici Art Nouveau di Istanbul.